# Servicio Catalán de Tráfico
El Servicio Catalán de Tráfico (SCT) (en catalán: Servei Català de Trànsit) es un organismo dependiente del Departamento de Interior de la Generalidad de Cataluña, encargado de diseñar y ejecutar políticas de seguridad vial en Cataluña, España. Es responsable de la gestión e información en tiempo real del tráfico, para ello cuenta con CIVICAT.

## Descripción
Anteriormente, a la creación del SCT, la competencia en seguridad vial y tráfico en Cataluña la tenía la Dirección General de Tráfico. La Generalidad recibió la transferencia de las competencias en materia de tráfico mediante la Ley orgánica 6/1997, de 15 de diciembre. Posteriormente, el Parlamento de Cataluña creó el Servicio Catalán de Tráfico mediante la Ley 14/1997, de 24 de diciembre. 
El traspaso de la competencia se cerró con el Real decreto 391/1998, de 13 de marzo, sobre el traspaso de servicios y funciones de la Administración del Estado a la Generalidad de Cataluña en materia de tráfico y circulación de vehículos a motor. El 4 de mayo de 1998 se hace efectivo en Figueras el primer traspaso al cuerpo de Mozos de Escuadra de la vigilancia del tráfico en las comarcas gerundenses, que en 1999 se amplía en las comarcas leridanas, y en 2000, en todo el territorio de Cataluña.
Así, con la asunción de nuevas competencias y la finalización del despliegue territorial se alcanza la capacidad operativa de actuar en todo el territorio y de hacer efectivo el carácter de policía integral en toda Cataluña.
A pesar del traslado de competencias hay que destacar que la DGT mantiene las labores de matriculación de vehículos, las ITV o la titularidad de los vehículos, por tratarse de una competencia estatal. En este sentido, existen Jefaturas Provinciales de Tráfico en cada una de las provincias catalanas, que efectúan la tramitación diaria relacionada con los vehículos y los conductores.